# Churruca (Buenos Aires)
Churruca es una localidad del partido de Tres de Febrero, en la Zona Oeste del Gran Buenos Aires, Argentina. La localidad tiene alrededor de 13 manzanas, en ella se ubica la plaza Churruca "héroes de Malvinas", si bien es un barrio de casas bajas y chales hay muchos comercios y es una zona bastante urbanizada.

## Historia
Churruca es de las localidades más nuevas desde la creación del partido de Tres de Febrero. Ubicada al noroeste del mencionado partido, su proceso de fraccionamiento y loteo de la zona vacante fue entre 1970 y 1972, donde se conformó la localidad y comenzó a poblarse.

## Geografía
Consta de sólo 38 manzanas y su plaza central, y está atravesada por el arroyo Morón y el Camino del Buen Ayre, por lo cual se divide en una parte urbanizada y la otra parte es un descampado que llega hasta el límite del municipio, limitando con el partido de San Miguel, estas tierras están contaminadas debido a la gran contaminación que sufre el actual Río Reconquista.
En 2010 contaba con 4.099 habitantes según el censo nacional descendiendo drásticamente su población a comparación de 2001. Su superficie es de apenas 0,4 km siendo la localidad más pequeña del partido de Tres de Febrero.

## Clima
El clima es pampeano. Presenta veranos cálidos e inviernos fríos, precipitaciones suficientes y en algunas ocasiones fuertes generando inundaciones; y vientos predominantes del este, como en el resto de la parte noreste de la provincia de Buenos Aires.
| Parámetros climáticos promedio de Churruca, BA | Parámetros climáticos promedio de Churruca, BA | Parámetros climáticos promedio de Churruca, BA | Parámetros climáticos promedio de Churruca, BA | Parámetros climáticos promedio de Churruca, BA | Parámetros climáticos promedio de Churruca, BA | Parámetros climáticos promedio de Churruca, BA | Parámetros climáticos promedio de Churruca, BA | Parámetros climáticos promedio de Churruca, BA | Parámetros climáticos promedio de Churruca, BA | Parámetros climáticos promedio de Churruca, BA | Parámetros climáticos promedio de Churruca, BA | Parámetros climáticos promedio de Churruca, BA | Parámetros climáticos promedio de Churruca, BA |
| Mes                                            | Ene.                                           | Feb.                                           | Mar.                                           | Abr.                                           | May.                                           | Jun.                                           | Jul.                                           | Ago.                                           | Sep.                                           | Oct.                                           | Nov.                                           | Dic.                                           | Anual                                          |
| ---------------------------------------------- | ---------------------------------------------- | ---------------------------------------------- | ---------------------------------------------- | ---------------------------------------------- | ---------------------------------------------- | ---------------------------------------------- | ---------------------------------------------- | ---------------------------------------------- | ---------------------------------------------- | ---------------------------------------------- | ---------------------------------------------- | ---------------------------------------------- | ---------------------------------------------- |
| Temp. máx. abs. (°C)                           | 40.7                                           | 38.8                                           | 38.1                                           | 36.6                                           | 31.4                                           | 28.9                                           | 30.3                                           | 34.4                                           | 35.6                                           | 34.1                                           | 37.1                                           | 41.2                                           | 41.2                                           |
| Temp. máx. media (°C)                          | 29.2                                           | 28.4                                           | 24.9                                           | 20.7                                           | 18.0                                           | 14.3                                           | 12.0                                           | 15.1                                           | 17.5                                           | 21.7                                           | 24.5                                           | 28.5                                           | 21.2                                           |
| Temp. media (°C)                               | 23.9                                           | 22.8                                           | 20.5                                           | 16.4                                           | 13.5                                           | 10.2                                           | 8.2                                            | 10.7                                           | 13.4                                           | 16.9                                           | 19.8                                           | 23.5                                           | 16.7                                           |
| Temp. mín. media (°C)                          | 18.7                                           | 17.3                                           | 16.1                                           | 12.1                                           | 9.1                                            | 6.2                                            | 4.5                                            | 6.4                                            | 9.3                                            | 12.1                                           | 15.2                                           | 18.5                                           | 12.1                                           |
| Temp. mín. abs. (°C)                           | 5.8                                            | 4.2                                            | 2.3                                            | -2.5                                           | -4.1                                           | -5.6                                           | -5.4                                           | -4.4                                           | -2.3                                           | -1.8                                           | 2.4                                            | 4.1                                            | -5.6                                           |
| Precipitación total (mm)                       | 118.5                                          | 116.9                                          | 150.7                                          | 107.2                                          | 91.9                                           | 50.3                                           | 51.4                                           | 59.9                                           | 76.7                                           | 138.1                                          | 132.4                                          | 104.3                                          | 1198.3                                         |
| Días de precipitaciones (≥ )                   | 6                                              | 8                                              | 12                                             | 10                                             | 7                                              | 7                                              | 6                                              | 7                                              | 8                                              | 9                                              | 10                                             | 6                                              | 96                                             |
| Horas de sol                                   | 270                                            | 240                                            | 190                                            | 175                                            | 170                                            | 135                                            | 140                                            | 175                                            | 180                                            | 215                                            | 255                                            | 260                                            | 2405                                           |
| Humedad relativa (%)                           | 65                                             | 68                                             | 71                                             | 69                                             | 75                                             | 75                                             | 70                                             | 72                                             | 79                                             | 81                                             | 73                                             | 69                                             | 72.3                                           |
| Fuente: Servicio Meteorológico Nacional        |                                                |                                                |                                                |                                                |                                                |                                                |                                                |                                                |                                                |                                                |                                                |                                                |                                                |

### Nevadas
Durante los días 6, 7 y 8 de julio de 2007, se produjo la entrada de una masa de aire frío polar, como consecuencia de esto el lunes 9 de julio, la presencia simultánea de aire muy frío, tanto en los niveles medios de la atmósfera como en la superficie, dio lugar a la ocurrencia de precipitación en forma de aguanieve y nieve conocida como nevadas extraordinarias en la Ciudad de Buenos Aires ya que esto ocurrió prácticamente en todo Buenos Aires y demás provincias. Fue la tercera vez en la que se tiene registro de una nevada en el partido, las anteriores veces fueron en los años 1912 y el 1918.

### Sismicidad
La región responde a la «subfalla del río Paraná», y a la «subfalla del río de la Plata», con sismicidad baja; y su última expresión se produjo el 5 de junio de 1888 (137 años) de silencio sísmico), a las 3.20 UTC-3, con una magnitud probable, de 5,0 en la escala de Richter (terremoto del Río de la Plata de 1888).
La Defensa Civil municipal debe advertir sobre escuchar y obedecer acerca de 
Área de
- Baja Sismicidad, con silencio sísmico de 137 años
- Tormentas severas